# Катастрофа C-130 у Медані
Катастрофа C-130 в Медані — авіаційна катастрофа, що сталася 30 червня 2015 року в Індонезії. Літак Lockheed C-130 Hercules індонезійської армії розбився після злету з авіабази Сувондо поблизу міста Медан у провінції Північна Суматра. Він направлявся до міста Танджунг-Пінанг у провінції Острови Ріау. На борту було 113 чоловік, включаючи 12 членів екіпажу і 101 пасажира (в основному військові та їхні сім'ї). Ніхто на борту літака не вижив.
C-130 вилетів із авіабази Сувондо індонезійських ВПС в 12:08 за місцевим часом, проте незабаром пілот запросив повернення на базу. Через 2 хвилини після злету літак упав на жилий квартал міста в 5 км від злітно-посадкової смуги.